# Vol Philippine Airlines 812
Le 25 mai 2000, l'Airbus A330-301 assurant le vol Philippine Airlines 812 est détourné avant l'atterrissage par un homme identifié plus tard comme Reginald Chua, retrouvé mort après avoir sauté en parachute. 
Il s'agissait d'un vol intérieur régulier reliant l'aéroport international Francisco Bangoy à Davao City à l'aéroport international Ninoy Aquino près de Manille pour la compagnie nationale Philippine Airlines, avec 278 passagers et 13 membres d'équipage à bord, tous sains et saufs.

## Détournement
Alors que l'avion est sur le point de commencer sa descente, armé d'un pistolet et d'une grenade à main, un passager quitte son siège de classe économique et se dirige vers le cockpit. Le pirate, vétu d'une cagoule de skieur et de lunettes de natation, tire dans une cloison et exige l'accès au cockpit. Après être entré, il demande que l'avion fasse demi-tour et revienne à son aéroport de départ. Les pilotes lui expliquant qu'il ne reste pas assez de carburant pour cela il demande alors aux passagers de placer leurs objets de valeur dans un sac tout en expliquant que sa famille était partie et que sa femme le trompait avec un agent de police. Il ordonne ensuite au pilote de descendre et de dépressuriser l'avion afin qu'il puisse s'échapper à l'aide d'un parachute artisanal. Mais le parachute est incomplet, il manque des cordes pour retenir la voile. L'équipage démonte des rideaux pour récupérer des cordes et aide le pirate à terminer son parachute. Le copilote stabilise l’avion à 6000 pieds à la vitesse la plus faible possible puis la porte arrière gauche est ouverte. Mais le vent arrive avec une telle puissance que le pirate n'arrive pas à sauter et il demande de l'aide, le commandant et une hôtesse de l'air le poussent alors hors de l'avion.
Trois jours après le détournement, le pirate de l'air est retrouvé mort, son corps presque enterré dans la boue dans le village de Llabac, à Real, Quezon, à environ 70 km sud-est de Manille. Les autorités policières ont déclaré qu'il était mort car il n'avait pas pu ouvrir son parachute. Grâce à son permis de conduire, le pirate est finalement correctement identifié comme Reginald Chua.